# Bowet-getijdenboek
Het Bowet-getijdenboek is een getijdenboek voor gebruik van Sarum (Salisbury), genoemd naar de Engelse familie Bowet, waarschijnlijk de eerste eigenaars van dit verlucht manuscript. Het getijdenboek stamt uit het begin van de 15e eeuw (1410-1420) en werd in Brugge vervaardigd. Het wordt vandaag bewaard in de Openbare Bibliotheek Brugge als manuscript 736.

## Beschrijving
Het getijdenboek is gemaakt op vellum en bevat 95 folia van 203 bij 144 mm en twee schutbladen vooraan en achteraan. Het bevat zestien volbladminiaturen, dertien grote verluchte initialen en prachtige randversieringen.  Alle volbladminiaturen zijn geschilderd op losse bladen die in het handschrift werden toegevoegd. Het tekstblok is 128 bij 82 mm groot en de Latijnse tekst is geschreven in één kolom met 24 lijnen, met een bruin-zwarte inkt, in een Gotisch schrift. De rubrieken zijn geschreven in rode inkt. Het getijdenboek is nu ingebonden in een boekbinding uit de late 16e eeuw in bruin kalfsleer over karton, met de initialen H en W op voor en achterzijde.
Op het tweede schutblad vooraan staat een recept in het Middelnederlands tegen hoofdpijn of migraine en daaronder een eigendomsmerk uit de twintigste eeuw.

## Geschiedenis
In de kalender zijn zes obiits ingeschreven van leden van de familie Bowet, namelijk Joan Yong, weduwe, 23 juli 1470, Elizabeth, de vrouw van John Bowet, 4 augustus 1471, Elizabeth, de echtgenote van John Bowet, 11 oktober 1470; Katherine, echtgenote van John Bowet, 4 november 1446; John Bowet, 21 november 1427; Alicia de Neuby, Cumbria, Yorkshire en Lancashire, zou mogelijk een aanduiding zijn dat deze Bowet’s verwant waren met Henry Bowet, de aartsbisschop van York van 1407 tot 1423, die van Cumbria afkomstig was.
Het feest van Thomas Becket en de miniatuur van deze heilige zijn bewaard gebleven en niet geschrapt zoals was verordend door Hendrik VIII wat laat veronderstellen dat het boek toen in katholieke handen was. Vanaf de achttiende eeuw was het handschrift in het bezit van de familie Mostyn, die het in april 1967 te koop aanbood bij Christie’s, waar het gekocht werd door majoor John Roland Abbey. Zijn collectie werd verkocht bij Sotheby’s in juni 1989.
In 2013 werd het Bowet getijdenboek aangekocht door het Erfgoedfonds (inventarisnummer: KBS 0099) van de Koning Boudewijnstichting . Het wordt bewaard in de Openbare Bibliotheek Brugge.

## Achtergrond
De handschriften, die in Brugge vervaardigd werden aan het einde van de veertiende en de vroege vijftiende eeuw, evolueerden van de Internationale gotiek die in gans Europa druk gebruikt werd, naar een meer realistische vormgeving met vernieuwende iconografieën, die we kennen als het pre-Eyckiaans realisme. Dit getijdenboek is een bijzonder mooi voorbeeld van het vroege realisme in de Vlaamse kunst en een topstuk van de Brugse boekverluchting in die periode. Het handschrift getuigt van het bijzonder hoge niveau van de boekproductie in Brugge in die eerste decennia van de vijftiende eeuw. De pre-Eyckiaanse manuscripten liggen mee aan de basis van de bloeiperiode die Brugge kende in die tijd en die tot een artistiek hoogtepunt kwam met het werk van de Vlaamse Primitieven, ze geven ons een beeld van hoe de kunst in Brugge en andere centra eruitzag voor de komst van Hubert en Jan van Eyck.

## Inhoud
Het handschrift bevat:
- ff.1-6: Heiligenkalender
- ff.8-14: Gebeden tot een aantal heiligen
  - f.8: Sint Christoffel
  - f.10: Thomas Becket
  - f.12: Maria Magdalena
  - f.14: Catharina van Alexandrië
- ff.16-38: Het Kleine Officie van Onze Lieve Vrouw met tussenvoegingen van de kruisgetijden.
  - f.16: De metten
  - f.20: De lauden, gevolgd door gebeden tot de heiligen Johannes de Doper, Andrea, Laurentius van Rome, Thomas Becket, Nicolaas, Catharina, Margaretha van Antiochië, en daarna de metten van de kruisgetijden.
  - f.27: De priem
  - f.30: De terts
  - f.31: De sext
  - f.33: De none
  - f.34: De vespers
  - f.36: De completen
- ff.40-50v: Diverse gebeden
- ff.52-55v: De boetepsalmen en de litanie van alle heiligen
- ff.55v-61: De graduele psalmen
- ff.63-74: Het dodenofficie
- ff.76-82: Gebeden voor de stervenden
- ff.84-86v: Passiepsalmen
- ff.88-94v: Het psalter van de H. Hieronymus

## Afbeeldingen
- f7v: Sint Christoffel
- f9v: De marteldood van Thomas Becket
- f11v: Maria Magdalena
- f13v: Catharina van Alexandrië
- f15v: De Annunciatie
- f19v: De gevangenneming van Christus
- f26v: Christus voor Pilatus
- f29v: Christus voor Pilatus
- f32v: Christus aan het kruis tussen de Maagd Maria en Johannes
- f35v: De graflegging
- f39v: De Heilige Maagd met het Kind,
- f51v: Het laatste oordeel
- f62v: Vigilie van de doden
- f75v: God laat drie zielen naar de hemel stijgen
- f83v: De Man van Smarten
- f87v: Een schrijvende Hieronymus

## Verluchting
De tekst is versierd met hoofdletters geschilderd in het blauw op een rode achtergrond of alternatief in het goud op een blauwe achtergrond. Daarnaast zijn er hoofdletters van twee lijnen hoog in het goud op een patroon van blauw en roze met witte lijnen. Er zijn ook nog een aantal initialenen van vier en vijf lijnen hoog die uitlopen in gouden staven  en roze en blauwe takken.
De miniaturen met hun sierlijke langwerpige figuren zijn van de hand van een miniaturist die stilistisch sterk aanleunt bij de meester van de Beaufortgetijden, zo genoemd naar een aantal miniaturen in het Beaufort-getijdenboek (London, BL, Royal 2 A XVIII, see S. McKendrick, J. Lowden, and K. Doyle, Royal Manuscripts: The Genius of Illumination, 2011, no 25). Men noemt hem ook de meester van de Lange Figuren. Hij onderscheidt zich door zijn rijke kleurenpalet, aan de kleuren die populair zijn bij de Beaugortgroep, het roze en het blauw, voegt hij rood toe en hij gebruikt gouden versieringen op een zwarte ondergrond.
Andere miniaturen door deze meester werden geïdentificeerd in een ander Sarum getijdenboek (Cambridge, Trinity College, ms B 11. 14)  en in een klein getijdenboek in de Abbey-collectie (Sotheby's. 9 Juni 1989, lot 3017).
De Beaufort-Groep was actief in de eerste twee decades van de 15e eeuw. De miniaturen in het manuscript zijn dateerbaar op 1410, maar werden waarschijnlijk pas gebruikt in 1420, de ontstaansdatum van het handschrift gesuggereerd door de tekst. De stijlcombinaties in het getijdenboek zijn een illustratie van de continuïteit tussen de meesters van de Beaufort-Groep en de Meesters van de goudranken.